# Hinterwaldkopf
Le Hinterwaldkopf est un sommet de la Forêt-Noire dont l'altitude est de 1 198 m. Il est situé à l'est de Fribourg-en-Brisgau, entre les villes de Kirchzarten et Hinterzarten.

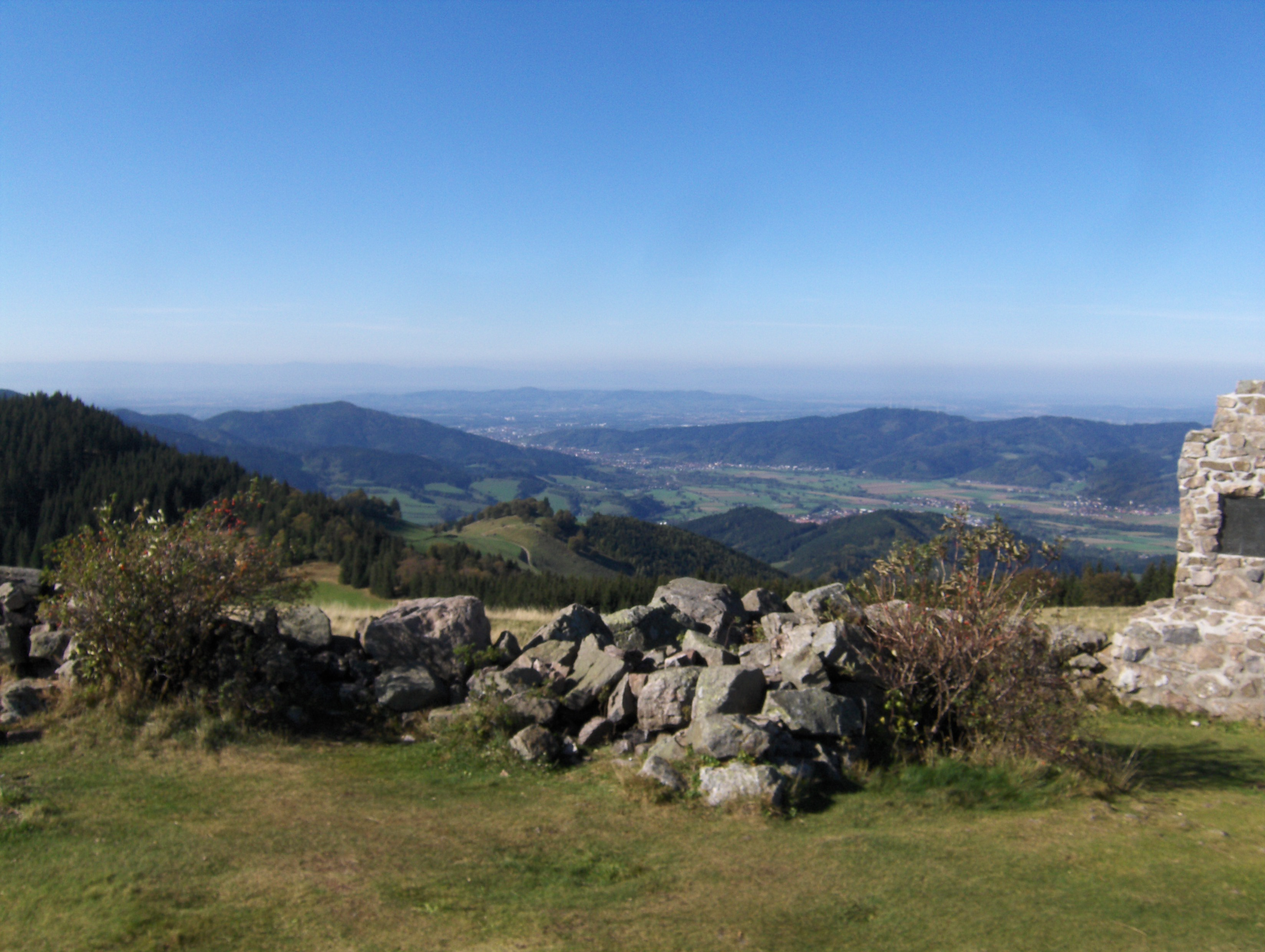
Vue sur la vallée de la Dreisam et sur Fribourg depuis le Hinterwaldkopf.